# حرب داكوتا
حرب داكوتا، وتعرف أيضًا بأسماء انتفاضة سو، انتفاضة داكوتا، صراع داكوتا، أو حرب ليتل كرو، نزاع مسلح بين الولايات المتحدة وعدة عشائر شرقية من قبيلة داكوتا تعرف مجتمعة باسم سانتي سو. بدأ الأمر في 18 أغسطس 1862، عندما هاجم الداكوتا الذين كانوا يواجهون المجاعة والتشريد مستوطنات البيض في منطقة وكالة سو السفلى (المركز الإداري الفيدرالي لمحمية سو الهندية السفلى في مقاطعة ريدوود، مينيسوتا حالياً) على وادي نهر مينيسوتا في جنوب غرب مينيسوتا. استمرت الحرب خمسة أسابيع وأسفرت عن مقتل مئات المستوطنين وتهجير آلاف آخرين. في أعقاب ذلك، تم نفي شعب داكوتا من وطنهم، وإرساله قسراً إلى محميات في داكوتا ونبراسكا، وقامت ولاية مينيسوتا بمصادرة وبيع كل ما تبقى من أراضيهم في الولاية. كما انتهت الحرب بأكبر عملية إعدام جماعي في تاريخ الولايات المتحدة بشنق 38 رجلاً من داكوتا في يوم 26 ديسمبر، 1862، في مانكاتو، مينيسوتا.
كانت عشائر الداكوتا الشرقية الأربعة قد أجبرت على التنازل عن مساحات شاسعة من الأراضي للولايات المتحدة في سلسلة من المعاهدات، ونقلوا كرهاً إلى منطقة محمية بعرض عشرين ميلاً، مركزها نهر مينيسوتا. وهناك شجعهم وكلاء الهنود الأمريكيين (الهنود المخولون بالتعامل مع قبائل الهنود الأمريكيين نيابة عن الحكومة) على التحول إلى مزارعين بدلاً من مواصلة تقاليد الصيد الخاصة بهم. أدى فشل المحاصيل في عام 1861 وما أعقبه من شتاء قاسٍ مع قلة الصيد بسبب استنزاف الطرائد البرية، إلى المجاعة ومصاعب شديدة في داكوتا الشرقية. وصلت التوترات في صيف عام 1862 بين الداكوتا الشرقيين والتجار والوكلاء الهنود إلى نقطة الانفجار. في 17 أغسطس 1862، قتل أربعة شبان من داكوتا خمسة مستوطنين بيض خلال خلاف في أكتون، مينيسوتا. قرر فصيل بقيادة الزعيم ليتل كرو في تلك الليلة مهاجمة وكالة سو السفلى في صباح اليوم التالي في محاولة لطرد جميع المستوطنين من وادي نهر مينيسوتا. أبطأت متطلبات الحرب الأهلية الأمريكية الدائرة رحاها شرقي البلاد استجابة الحكومة الأمريكية ولكن في 23 سبتمبر 1862، قام جيش مكون من مشاة متطوعين والمدفعية ومسلحين مدنيين جمعهم الحاكم الكسندر رمزي بقيادة العقيد هنري هاستينغز سيبلي بهزيمة ليتل كرو أخيرًا في معركة وود ليك. وفر ليتل كرو ومجموعة من 150 إلى 250 من أتباعه إلى السهول الشمالية في أراضي داكوتا وكندا.
خلال الحرب، قتل رجال داكوتا أكثر من 500 مستوطن أبيض، مما تسبب في فرار الآلاف من المنطقة وأخذوا مئات الرهائن من البيض "مختلطي الدم"، جميعهم تقريبًا من النساء والأطفال. وبحلول نهاية الحرب، كما قُتل 77 جنديًا و36 من المتطوعين والمدنيين المسلحين. العدد الإجمالي لضحايا عشائر الداكوتا غير معروف، لكن 150 رجلاً من داكوتا ماتوا في المعركة. في 26 سبتمبر 1862، تم إطلاق سراح 269 رهينة من ذوي الدم المختلط والبيض لقوات سيبلي في معسكر ريليس كامب. احتجز ما يقرب من 2000 من الداكوتا في حصن سنيلنغ من المستسلمين أو المعتقلين منهم ما لا يقل عن 1658 من غير المقاتلين، بالإضافة إلى أولئك الذين عارضوا الحرب وساعدوا في تحرير الرهائن.
وفي أقل من ستة أسابيع، قضت محمكة عسكرية من ضباط من مشاة مينيسوتا المتطوعين على 303 رجال من الداكوتا بالإعدام. راجع الرئيس أبراهام لنكولن الإدانات ووافق على أحكام الإعدام بحق 39 من أصل ال303. في 26 ديسمبر 1862، تم شنق 38 شخصًا في مانكاتو، مينيسوتا، مع إرجاء تنفيذ حكم الإعدام بحق أحدهم، في أكبر عملية إعدام جماعية في يوم واحد في التاريخ الأمريكي. ألغى كونغرس الولايات المتحدة محميتي داكوتا الشرقية وهو تشنك (وينيباغو) في مينيسوتا، وفي مايو 1863، نفيت عشائر داكوتا الشرقية وهو-تشنك المسجونين في فورت سنلينغ من مينيسوتا إلى محمية في داكوتا الجنوبية الحالية. تم نقل هو تشنك لاحقًا إلى نبراسكا بالقرب من قبيلة أوماها ليشكلوا محمية وينيباغو. في عامي 2012 و2013، تم التبرأ من دعوة الحاكم رامزي عام 1862 لـ "إبادة الداكوتا أو طردهم إلى الأبد خارج حدود الولاية"، وفي عام 2019، صدر اعتذار لقبيلة داكوتا عن "150 سنة من الأذى التي لحقت بالسكان الأصليين على يد حكومة الولاية".

## التعديات على أراضي داكوتا
عندما أصبحت ولاية مينيسوتا دولة في 11 مايو 1858، سافر ممثلون عن عدة فرق من داكوتا بقيادة ليتل كرو إلى واشنطن العاصمة للتفاوض حول إنفاذ المعاهدات القائمة. تم فقد النصف الشمالي من الحجز على طول نهر مينيسوتا، كما تم نقل الحقوق إلى المحجر في بيبستون بولاية مينيسوتا من داكوتا.كانت هذه ضربة كبيرة لمكانة ليتل كرو في مجتمع داكوتا.
تم تقسيم الأرض إلى بلدات ومساحات للتسوية. قطع الأشجار والزراعة على هذه المؤامرات القضاء المحيطة الغابات والبراري، والتي توقفت دورة السنوية للداكوتا الزراعة، الصيد، صيد الأسماك وجمع الأرز البري. الصيد من قبل المستوطنين خفضت بشكل كبير لعبة البرية، مثل البيسون، الأيائل، ذو الذيل الأبيض الغزلان والدب. لم يقتصر الأمر على تقليل اللحوم المتوفرة لداكوتا في جنوب وغرب مينيسوتا، بل قلل بشكل مباشر من قدرتها على بيع الفراء للتجار للحصول على إمدادات إضافية.
على الرغم من أن المدفوعات كانت مضمونة، إلا أن الحكومة الأمريكية كانت متأخرة في الدفع أو فشلت في الدفع بسبب الانشغال الفيدرالي بالحرب الأهلية الأمريكية.  لم تكن معظم الأراضي في وادي النهر صالحة للزراعة، ولم يعد الصيد قادراً على دعم مجتمع داكوتا. أصبحت داكوتا مستاءة بشكل متزايد من خسائرها: الأرض، وعدم دفع المعاشات، والمعاهدات السابقة المكسورة، بالإضافة إلى نقص الغذاء والمجاعة بعد فشل المحاصيل. زادت التوترات خلال صيف عام 1862.

## الحرب (هجمات داكوتا المبكرة)
واثق من النجاح الأولي، واصل داكوتا على هجوم وهجوم تسوية نيو أولم، مينيسوتا، في 19 آب 1862، ومرة أخرى في 23 أغسطس 1862. وكان المحاربون داكوتا قررت في البداية بعدم مهاجمة دافع بشدة فورت ريدجلي على طول النهر، وتحولت نحو المدينة، مما أسفر عن مقتل المستوطنين على طول الطريق. بحلول الوقت الذي تعرضت فيه نيو أولم للهجوم، كان السكان قد نظموا دفاعات في وسط المدينة وتمكنوا من إبقاء داكوتا في حالة حصار أثناء الحصار القصير. اخترق محاربون داكوتا أجزاء من الدفاعات وأحرقوا الكثير من المدينة.  بحلول ذلك المساء، أدت عاصفة رعدية إلى إضعاف الحرب، ومنع المزيد من هجمات داكوتا.
عزز الجنود والميليشيات النظامية من البلدات القريبة (بما في ذلك شركتان من مشاة مينيسوتا التطوعية الخامسة. واصل السكان بناء الحواجز في جميع أنحاء المدينة.
طبعة حجرية لعام 1912 تصور معركة بيرش كولي عام 1862، بقلم بول ج. بيرش (1845-1927)
هاجمت داكوتا فورت ريديلي في 20 و 22 أغسطس 1862. الرغم من أن داكوتا لم تكن قادرة على الاستيلاء على الحصن، إلا أنها نصبت كمينًا لحفلة إغاثة من الحصن إلى نيو أولم في 21 أغسطس. الدفاع في المعركة لفورت ريدلي زاد من محدودية قدرة القوات الأمريكية على مساعدة المستوطنات البعيدة. داهمت داكوتا المزارع والمستوطنات الصغيرة في جميع أنحاء جنوب وسط مينيسوتا وما كان في ذلك الوقت إقليم داكوتا الشرقي.
أدت الهجمات المضادة لميليشيا مينيسوتا إلى هزيمة كبرى للقوات الأمريكية في. معركة بيرش كولي في 2 سبتمبر 1862. بدأت المعركة عندما هاجمت داكوتا مفرزة تضم 150 جنديًا أمريكيًا في بيرش كولي، على بعد 16 ميلًا (26 كم) من فورت ريدجلي. تم إرسال المفرزة للعثور على ناجين، ودفن القتلى الأمريكيين والإبلاغ عن موقع مقاتلي داكوتا. بدأ تبادل لإطلاق النار لمدة ثلاث ساعات بهجوم في الصباح الباكر. قُتل 13 جنديًا وجُرح 47 آخرون، بينما قُتل اثنان فقط من داكوتا. قام عمود مكون من 240 جنديًا من فورت ريدلي بإخلاء مفرزة في بيرش كولي في نفس اليوم.